# Nzige
Nzige (Kinyarwanda Umurenge wa Nzige) ist einer von 14 Sektoren des Distrikts Rwamagana in der Ostprovinz von Ruanda.

## Geographie
Der Sektor Nzige hat eine Fläche von 40,1 km². Er setzt sich aus den vier Zellen Akanzu, Kigarama, Murama und Rugarama zusammen. Nachbarsektoren sind im Norden Gahengeri, im Nordosten Mwulire, im Südosten Rubona, im Süden Karenge, im Südwesten Nyakaliro und im Nordwesten Muyumbu.

## Bevölkerung
Nach Stand der Volkszählung von 2022 liegt die Einwohnerzahl bei 19.285. Zehn Jahre zuvor waren es 15.504, was einem jährlichen Bevölkerungszuwachs von 2,2 Prozent zwischen 2012 und 2022 entspricht.

## Verkehr
Durch den Sektor verläuft eine District Road in Nordwest-Südost-Richtung.